# San Sebastián Gipuzkoa Basket Club
El San Sebastián Gipuzkoa Basket Club, conocido por motivos de patrocinio como Inveready Gipuzkoa Basket, es un club de baloncesto de la ciudad de San Sebastián, Guipúzcoa (País Vasco, España). Su equipo profesional juega en la LEB Oro, con la actual denominación de Guuk Gipuzkoa Basket. El San Sebastián Gipuzkoa Basket lleva disputadas 12 temporadas en la Liga ACB, habiéndose clasificado en una ocasión para el play-off por el título y la Copa del Rey (Temporada 2011-12).

## Historia

### Fundación
El club nace en 2001 por una iniciativa de las instituciones públicas guipuzcoanas y del representante de deportistas Miguel Santos, que decidieron promover un club nuevo con vocación de representar a nivel nacional a San Sebastián y a la provincia de Guipúzcoa en el baloncesto profesional bajo el nombre de Donostiako Gipuzkoa Basket. Este club tenía intención de sustituir al histórico club de baloncesto local Askatuak, que tras haber conocido las mieles de la Liga ACB languidecía en categorías inferiores y con problemas económicos.

### Datac GBC en la LEB-2
Con el patrocinio de la cadena de tiendas informáticas Datac, el club bajo el nombre de Datac GBC echa a andar en la Liga LEB-2 la temporada 2001-02, ocupando la plaza que por problemas económicos había dejado libre el Askatuak. De la mano del entrenador donostiarra Aitor Uriondo, en lo deportivo, la temporada es aceptable ya que el equipo debutante acaba en la mitad de la tabla (11.º); al final de la temporada Santos anuncia que el Datac GBC no proseguirá la temporada siguiente por problemas en el patrocinio.

### Bruesa GBC, ascenso hasta la ACB
Dos años después el proyecto del Gipuzkoa Basket es retomado y con el patrocinio de la inmobiliaria Bruesa y el apoyo de la fundación Kirolgi entre otros, el Gipuzkoa Basket Club (cuyo equipo profesional se llama Bruesa GBC) vuelve a participar en la Liga LEB 2. La batuta del equipo es encargada al entrenador Porfirio Fisac.
En la temporada 2004-05 el Bruesa GBC logró el segundo puesto en la Liga Regular, pero en el play-off de ascenso cayó en cuartos de final ante el Ciudad de La Laguna. Sin embargo, el ascenso que no pudo obtener en la cancha lo logró comprando por 144.000 euros su plaza en la Liga LEB al CB Ciudad de Algeciras.
La temporada de su debut en la Liga LEB, el Bruesa GBC se convirtió en el equipo revelación. Acabando la temporada en una gran racha de juego y resultados, ocupó la 5.ª plaza final en la Liga Regular y en los play-offs resolvió sus eliminatorias con el Drac Inca y el CB León por resultados de 3-0. Al imponerse en la eliminatoria de semifinales al CB León obtuvo automáticamente el ascenso a la Liga ACB. El Bruesa GBC redondeó su actuación venciendo el 1 de junio de 2006 al Polaris Murcia en la final de la Liga LEB y proclamándose así campeón de la categoría.

### El Bruesa GBC en la ACB (2006-07)
El Gipuzkoa Basket Club cambió su nombre en julio de 2006, para acomodarse a las normas de la ACB, adoptando el de San Sebastián Gipuzkoa Basket Club. Las normas de la Liga ACB obligaron al club también a buscar una cancha con más aforo, ya que el Pabellón José Antonio Gasca, donde jugaba no alcanzaba siquiera los 3000 espectadores y las normas ACB exigían un aforo mínimo de 5000 espectadores para aceptar a un equipo en la Liga. Para cumplir dicha norma el Bruesa se mudó a la Plaza de Toros de Illumbe, recinto con una capacidad de 11.000 espectadores, que fue reacondicionada como cancha de baloncesto. El cambio resultó un éxito, ya que el nuevo recinto se adaptó perfectamente a su nueva función y los aficionados guipuzcoanos, alejados durante años del baloncesto de élite acudieron en masa a las gradas de Illumbe. El debutante Bruesa se convirtió en el segundo equipo con mayor afluencia de público y mayor número de socios (casi 9.000 socios) de la Liga ACB, solo superado por el Unicaja Málaga.
Sin embargo, este éxito social del Bruesa GBC no se pudo traducir en un análogo éxito deportivo. Aunque no comenzó mal la temporada y estuvo buena parte de la misma fuera de los puestos de descenso, el club acabó pagando su inexperiencia y acabó descendiendo a la Liga LEB, ocupando el último puesto de la categoría. El Etosa Alicante acompañó a los vascos en el descenso. Porfi Fisac, tras tres temporada entrenando al club dimite al finalizar la temporada.

### Regreso a la élite (2007-08)
La directiva del San Sebastián Gipuzkoa Basket, dio las riendas del equipo a Pablo Laso y preparó un proyecto destinado a devolver al Bruesa GBC lo antes posible a la Liga ACB. El público respondió bien, el club mantuvo 6000 socios, una masa social altísima para la Liga LEB y por encima de la mayoría de los clubes de ACB.
Durante la temporada el equipo donostiarra logró el retorno de su antiguo jugador franquicia el pívot nacional David Doblas. El primer objetivo era ganar la Liga regular, ya que el título en dicha liga daba un puesto de ascenso directo a la ACB. El Bruesa GBC estuvo toda la temporada metido en la pelea por dicho puesto, pero finalmente el Basket Zaragoza 2002 se hizo con el título. El Bruesa GBC acabó la temporada en tercer lugar.
Se abría entonces una segunda oportunidad, consistente en superar una eliminatoria de cuartos de final contra el 8.º clasificado de la Liga regular y luego disputar una final four en Cáceres, que daría derecho a otro puesto de ascenso. El Bruesa GBC que se había mostrado irregular en el tramo final de la liga, se mostró sin embargo seguro en esta fase, aunque superó todos los partidos con resultados ajustados. Eliminó al Beirasar Rosalía por 2-0; y posteriormente ya en la final four al Club Baloncesto Breogán.
El 1 de junio de 2008 se impuso en la final del torneo de ascenso disputada en el Pabellón Multiusos "Ciudad de Cáceres" al Tenerife Rural por 81-76 sellando su ascenso por segunda vez a la Liga ACB.

### Permanencia en la ACB (2008-09)
La temporada 2008/09 se planteó con el único objetivo de lograr la permanencia en la Liga ACB para asentar el proyecto del Gipuzkoa Basket. Con Pablo Laso como entrenador y con el americano Andy Panko como jugador más destacado el Bruesa logró el objetivo de la permanencia; tras pasar casi toda la temporada en la zona media-baja de la clasificación pero fuera de los puestos de descenso. Al final de la temporada acabó 12.º (de 17 equipos participantes), con 11 victorias y 21 derrotas. Entre las victorias de Bruesa esa temporada destacaron las obtenidas en Illumbe ante Bilbao Basket y especialmente ante el Tau Cerámica en ambos derbis vascos.
La temporada 2008/09 fue también la de la retirada de Miguel Santos como presidente del club, quien tras dirigir al GBC desde su fundación, dio paso a Gorka Ramoneda como presidente del club a partir de marzo de 2009. Santos fue nombrado al finalizar la temporada presidente honorario del club.

### Lagun Aro GBC (2009-11)
La temporada 2009-10 presenta como principal novedad el cambio de denominación del equipo que pasará a denominarse Lagun Aro GBC al cambiar el patrocinador principal del equipo. La compañía aseguradora guipuzcoana Lagun Aro, que unos pocos años antes había patrocinado al Bilbao Basket (Lagun Aro Bilbao) toma relevo en el nombre del equipo a la inmobiliaria Bruesa.
El Lagun Aro GBC hizo un gran inicio de temporada 2009-10; aunque perdió los dos primeros partidos, encadenó posteriormente una racha de 4 victorias, ganando a Unicaja Málaga y Bilbao Basket entre otros. Esta racha encaramó a los guipuzcoanos a la parte alta de la tabla. El Lagun Aro se mantuvo en puestos de play-off luchando por clasificarse para la Copa del Rey de baloncesto hasta la jornada 17, pero no logró ese objetivo tras perder en Fuenlabrada en esa jornada y quedar en 10.º lugar. A partir de ahí el Lagun Aro cuajó una mala segunda mitad de temporada cayendo al borde de los puestos de descenso, aunque logró reconducir la situación y salvarse con un discreto 14.º puesto.
La temporada 2010-11 discurrió por derroteros similares al año anterior. La temporada comenzó muy bien con un récord de 5-2 en el inicio de la temporada regular. Cuando el objetivo de clasificarse para la Copa parecía más cerca que nunca el club encadenó 5 derrotas seguidas que le dejaron de nuevo con la miel en los labios y fuera de la Copa. El equipo volvió a cuajar una mala segunda vuelta y acabó otra temporada en 14.º puesto, aunque sin pasar excesivos apuros para salvarse del descenso. En junio de 2011 se anunció el fichaje de Pablo Laso por el Real Madrid Baloncesto. El club fichó entonces a Sito Alonso como nuevo entrenador.

### La histórica temporada 2011-12
De la mano de Sito Alonso, Lagun Aro San Sebastián Gipuzkoa Basket ha alcanzado en la temporada 2011-12 los mayores hitos de la historia del club. La temporada, sin embargo, comenzó mal, con una racha inicial negativa que puso al Lagun Aro en la jornada 10 en puestos de descenso con 2 victorias y 8 derrotas, y al propio Sito Alonso en una situación delicada. Sin embargo, el club le dio la vuelta a la situación y en los siguientes 10 partidos el equipo dio un gran salto adelante en la clasificación con una racha de 8 victorias y 2 derrotas. Tras acabar la primera vuelta octavos con 8 victorias y 9 derrotas, tras 2 años quedándose cerca de clasificarse para disputar la Copa del Rey, por fin logró el Lagun Aro su objetivo; y pudo debutar en esta competición. En la Copa del Rey de baloncesto 2012 le tocó emparejarse en cuartos de final con el Caja Laboral Baskonia. Los baskonistas se impusieron 72:65 a Lagun Aro, siendo los guipuzcoanos eliminados a las primeras de cambio en su debut.
En la segunda vuelta, a diferencia de las dos temporadas anteriores, el Lagun Aro consiguió mantener números similares a los de la primera vuelta y aguantar en la mitad alta de la tabla. Así tras vencer a domicilio al Banca Cívica Sevilla el 3 de mayo de 2012 en la jornada 33 de Liga, el Lagun Aro logró asegurar por primera vez en su historia su clasificación para los play-offs por el título. Durante la temporada el club ha conseguido además otros hitos. El 4 de marzo de 2012 logró tras ganar por más de 20 puntos a un histórico del baloncesto europeo como el Estudiantes, que 3 jugadores del equipo donostiarra fueran incluidos en el mejor quinteto de la semana de la ACB, dichos jugadores eran Andy Panko, Javi Salgado y Sergi Vidal. Este último se alzó además con el MVP de la semana. El 25 de marzo de 2012 derrotó por primera vez al Real Madrid por 98-90 en partido oficial. Sergi Vidal fue nombrado MVP del mes de marzo. El 4 de mayo se anunció el quinteto ideal de la temporada regular en el que fueron incluidos 2 jugadores del Lagun Aro: Andy Panko y Sergi Vidal, siendo además 3 días más tarde Andy Panko nombrado MVP de la temporada regular. EL Lagun Aro acabó la temporada regular en 5.ª posición clasificándose para el play-off e igualando el récord de la mejor clasificación histórica de un equipo guipuzcoano.En los play offs para el título queda emparejado en cuartos de final con el Valencia Basket. Tras perder el primer partido por más de 20 puntos, en el segundo partido en San Sebastián logra sobreponerse a una desventaja de 17 puntos en el tercer cuarto y acaba igualando la serie tras una prórroga, forzando de esta manera el tercer y definitivo partido. En el último encuentro, en Valencia, Gipuzkoa Basket no puede contar con su jugador franquicia y recién nombrado MVP de la temporada Andy Panko debido a una lesión, aun así el conjunto guipuzcoano plantea pelea hasta el último segundo ante un equipo que duplica su presupuesto pero acaba perdiendo por 75-67 lo que supone que la clasificación final en la liga ACB de los donostiarras sea el 5.º puesto. David Doblas es elegido en el mejor quinteto de los cuartos de final de los play offs por el título.

### Problemas económicos y nuevo descenso (2012-13)
Tras el enorme éxito de la campaña 2011-12, el Lagun Aro GBC vivió la otra cara del baloncesto durante la temporada 2012-13.
Primero fue el "culebrón" de la renovación del entrenador Sito Alonso que rompió unilateralmente el contrato que tenía con Lagun Aro GBC. Durante varias semanas se mantuvo en vilo si ficharía por otro equipo, hasta que finalmente la situación se recondujo y el entrenador renovó a mediados de julio por dos temporadas con el club vasco.
Pocos días después, sin embargo, estalló una bomba en el seno del club al anunciarse un recorte en la subvención que daba la Diputación Foral de Guipúzcoa al club. La aportación pública se redujo esa temporada de 1,2 millones de euros a 500.000 euros; y de cara a la siguiente temporada (2013-14) se anunció que desaparecería completamente. La Diputación, en manos de la coalición abertzale Bildu, justificó la medida en el hecho de que ante la crisis económica esta institución tenía otras prioridades antes que patrocinar el deporte profesional, como la de patrocinar el deporte amateur. La medida suscitó grandes críticas por parte del club y de la oposición política, ya que ponía en serio peligro la viabilidad del club al descuadrar completamente su presupuesto por retirar a última hora una partida que se consideraba por parte del club comprometida. EL GBC tuvo que planificar la temporada de acuerdo a estos nuevos parámetros económicos. Para empezar renunció a la plaza que se había ganado para disputar la Eurocup.
A la hora de confeccionar la plantilla tuvo también problemas para mantener el nivel de competitividad que tenía. El buen papel del club la temporada anterior puso a varios de sus jugadores en el mercado siendo tentados con jugosos contratos. Con problemas económicos y sin poder participar en Europa, el club consiguió retener a ilustres veteranos como Javi Salgado y David Doblas, pero no a los tres mejores jugadores del equipo, el MVP de la temporada Andy Panko, Jimmy Baron y Sergi Vidal, que abandonaron el club durante el verano. Esta tripleta de jugadores había anotado más del 50% de los puntos del equipo durante la temporada 2011-12 y superaban también el 50% de valoración ponderando las principales facetas del juego. Es decir, literalmente el Lagun Aro perdió la mitad del equipo. Otros dos jugadores, sin un papel tan relevante en el equipo como Andrew Betts y Peter Lorant también dejaron el club. Con los nuevos parámetros económicos de los que disponía, el club fichó a Qyntel Woods y Chris Lofton como extracomunitarios, junto con Ekene Ibekwe, Guille Rubio y Dani Díez. Pero estos jugadores no funcionaron como los que se habían marchado. Lofton no llegó a debutar por una lesión y en su lugar se trajo al tirador letón Rihards Kuksiks. El equipo no funcionó nada bien durante el inicio de la temporada acumulando derrota tras derrota. En noviembre se fichó a un nuevo americano Jermaine Taylor. En diciembre fue cortado el ruso Korolev que arrastraba problemas por lesiones y un mes más tarde Taylor y Kuksiks, por el bajo rendimiento mostrado. Después de dieciséis jornadas de liga, el Lagun Aro ocupaba el último puesto de la tabla clasificatoria de la liga ACB, hundido con un balance de catorce derrotas y sólo dos victorias. De cara a la segunda vuelta el equipo fichó a Ivan Paunić y Morris Finley. Con ellos el equipo vivió una recuperación en juego y resultado y se reenganchó a la lucha por la permanencia, pero la brecha abierta en la clasificación era demasiado profunda ya y no llegó la remontada. El Lagun Aro GBC acabó en penúltimo lugar (17 de 18) con 8 victorias y 26 derrotas a 4 victorias del 16 clasificado.
Afortunadamente para el Lagun Aro, los dos equipos que lograron el ascenso a la Liga ACB, el CB Atapuerca de Burgos y el CB Lucentum Alicante no pudieron cumplir los requisitos exigidos por la ACB para admitirlos en la categoría, lo que dejó abierta la posibilidad al Lagun Aro de mantenerse en la categoría.

### Temporada ACB (2013-14)
Tras ser readmitidos en la Liga ACB tras el descenso deportivo, se hizo un equipo ajustado a la nueva situación económica. Se mantuvo Sito Alonso como entrenador, a David Doblas y Javier Salgado como referentes, junto con Raulzinho Neto y Will Hanley como jugadores llamados a dar un paso adelante en las responsabilidades del equipo. Se completó el equipo con Jason Robinson, Charles Ramsdell, Anthony Winchester y Jon Cortaberria.
Se llegó a la jornada 10 con un balance de 5 victorias y 5 derrotas (quintos de la clasificación), y se empezó a contemplar la posibilidad de clasificarse para la Copa del Rey. Sin embargo, el equipo quedó noveno, con un balance de 8 victorias y 9 derrotas, a una victoria del octavo clasificado. El equipo siguió cayendo posiciones en la clasificación hasta la jornada 25 (undécimo con un balance 10-15) y a partir de ahí, se mantuvo en una cómoda décima posición, quedando finalmente a 2 victorias de los playoffs (balance final, 16 victorias, 18 derrotas).
A nivel individual, hay que destacar el rendimiento de Jason Robinson (MVP de la jornada 24, 5.º en valoración, 2.º en puntos, 1.º en minutos jugados), David Doblas (12.º en valoración, 10.º en rebotes y 5.º en tiros de 2) y Javier Salgado (3.º en asistencias y 4.º en triples).

### Descenso a LEB (2014-15)
Tras tres temporadas como entrenador, Sito Alonso se marcha al Bilbao Basket. El club entonces ficha al catalán Jaume Ponsarnau. Varios jugadores de la temporada anterior se van, entre otros Jason Robinson, Raulzinho Neto, Jon Cortaberria o Javi Salgado. Pero el club consigue mantener a David Doblas, Will Hanley y fichó a jugadores como Jordi Grimau, Taquan Dean, Jared Jordan o Ioann Iarochevitch. 
La temporada empezó mal, con 5 derrotas consecutivas. En la jornada 6 ganó su primer partido contra el MoraBanc Andorra. Desde entonces el equipo cosecha varias victorias que le permiten tener un buen margen de cara al descenso. 
Sin embargo, a partir de la jornada 25, el equipo volvió a entrar en una horrible racha, ganando solo 1 de los 10 partidos que quedaban. A pesar de mantenerse fuera del descenso durante gran parte de temporada y tener partidos clave para sellar la permanencia, el equipo llega a la última jornada con opciones de bajar. Para salvarse dependía de sí mismo, y su rival directo, el Manresa, debía ganar en la pista del campeón de la liga regular, el Real Madrid, que no había perdido ningún partido en casa esa temporada en liga. Sin embargo, el milagro ocurrió. El GBC perdió su partido, y el Manresa hizo lo impensable y ganó en casa del invicto local Real Madrid, condenando al Gipuzkoa Basket al tercer descenso de su historia.

### Segundo descenso consecutivo (2015-16)
Después de que CB Atapuerca y Club Ourense Baloncesto no pudieran cosechar sus ascensos, el GBC fue admitido en la asamblea de la ACB. Antes de empezar la temporada, el club consiguió un nuevo patrocinador principal, pasándose a llamar "RetaBet.es GBC". El club hizo un lavado de cara y fichó a jugadores experientados en ACB como Pedro Llompart o Txemi Urtasun, además de Andrew Lawrence, Zoran Vrkić, Andrés Rico, Nikola Cirković, Ivan Johnson (que ni llegó a empezar la temporada), Landon Milbourne (cortado tras la primera vuelta) o Travis Wear (cortado a mediados de la segunda vuelta tras negarse a jugar), y siguió contando con David Doblas y Jordi Grimau.
La temporada empezó fatal, cosechando derrota tras derrota. Tras perder en la jornada 8 ante Baloncesto Sevilla, el entrenador Jaume Ponsarnau fue cesado. Su sustituto fue Porfi Fisac, que regresaba al club tras 9 años. El club además incorporó a Danny Agbelese y Marcus Landry. La primera victoria llegó en la jornada 11 ante Iberostar Tenerife a domicilio por 72-74, con canasta ganadora incluida de Llompart. Desde entonces el equipo mejoró pero las victorias apenas llegaban. El club, en busca de la salvación, fichó a la desesperada a Morayo Soluade, al guipuzcoano Urko Otegui y anunció el regreso de Taquan Dean. En la jornada 31, tras perder por 90-88 ante el FIATC Joventut, certificó su segundo descenso consecutivo a LEB Oro. A pesar de todo, el equipo bajó con la cabeza alta, ganando los últimos 2 partidos frente a ICL Manresa y Movistar Estudiantes, condenando a este último también a plaza de descenso.

### Regreso a la ACB (2016-17)
Pese a que los ascendidos Palencia Baloncesto y Melilla Baloncesto no pudieron cumplir los requisitos, y por conseguiente no ascender, el GBC dio un paso atrás y rechazó la invitación de jugar en ACB, inscribiéndose en LEB Oro y empezar de cero. Para ello, el club volvió a lavar su cara y fichó a jugadores de LEB Oro como Joan Pardina, Mike Carlson, Sergi Pino, regresó el gran capitán Ricardo Úriz, y fichó a Abdoulaye Ndoye, Lander Lasa, Tautvydas Slezas, Aleks Simeonov y renovó a Porfi Fisac como entrenador.
La temporada fue bien. A pesar de estar peleando durante toda la primera vuelta para jugar la Copa Princesa, no consiguió clasificarse tras acabar en tercera posición . Pero tras una gran segunda vuelta donde fue líder durante gran parte de ella, finalmente consiguió el ascenso en la jornada 33 frente al Leyma Coruña. El hecho de haber perdido solamente un partido en casa fue sin duda el gran factor que hizo que el equipo lograra el primer puesto y con ello, el ascenso.

### Permanencia y descenso (2017-18 y 2018-19)
Tras el ascenso de la campaña anterior, el GBC consigue jugar en la ACB, tras haberse quitado el canon de ascenso que impedía a los equipos ascendidos participar en la máxima categoría. Además, la empresa Delteco firmaba como nuevo patrocinador principal, pasándose a llamar "Delteco GBC". El equipo ficha a jugadores con experiencia en la competición como Henk Norel, Daniel Clark, Dani Pérez, Fede Van Lacke o Kenny Chery, además de jugadores que habían jugado en LEB Oro la temporada anterior como Michael Fakuade, Miquel Salvó o Jordan Swing. Además, Porfi Fisac siguió como entrenador. El equipo hizo una notable temporada, quedando en decimotercera posición con 13 victorias y 21 derrotas, logrando la permanencia a falta de cuatro jornadas.
Para la siguiente temporada, Porfi Fisac anuncia que no cumplirá el año de contrato que le quedaba, mientras que Henk Norel y Daniel Clark hacen lo mismo. Solo renovó Fede Van Lacke, aunque Xabi Oroz, Dani Pérez y Miquel Salvó siguieron en el club porque tenían contrato. El club anunció a Sergio Valdeolmillos como entrenador, y fichó a Alberto Corbacho, Garrett Nevels, Vyacheslav Bobrov, Mouhamed Barro, Beqa Burjanadze, Jorge Gutiérrez, Blagota Sekulić y Vítor Faverani, aunque este último no llegó a debutar debido a una lesión.
Tras ganar el primer partido en la jornada 6 frente a Herbalife Gran Canaria, el equipo solo ganó dos partidos más hasta la jornada 19, quedando a 4 victorias de la salvación. En la jornada 20 y nuevamente frente a Herbalife Gran Canaria, el equipo perdía de 16 puntos al descanso. Sin embargo, el equipo remontó y se llenó de moral para los siguientes compromisos. Se fichó también a Nick Zeisloft y Matic Rebec. El equipo comenzó a ganar partidos, destacando un contundente 100-65 ante Cafés Candelas Breogán o la victoria por 93-92 ante Movistar Estudiantes tras ir 22 puntos abajo al descanso. En la jornada 30, tras ganar 61-74 a UCAM Murcia salió del descenso después de 28 jornadas. No obstante, el duro calendario que le quedaba en las últimas 4 jornadas (KIROLBET Baskonia, Montakit Fuenlabrada, FC Barcelona Lassa y Real Madrid), sumado a las victorias de los rivales directos, hicieron que el Delteco GBC cosechara su cuarto descenso de categoría.

### Nuevo ascenso, COVID-19 y nuevo descenso (2019-20 y 2020-21)
Para empezar otra temporada en la segunda competición estatal, se confió en el argentino Marcelo Nicola para el puesto de entrenador, y se volvió a revolucionar la plantilla: Xabi Oroz fue el único jugador que continuó, mientras que llegaron Johnny Dee, Alex Murphy, Lazar Mutić, Karamo Jawara, Mikel Motos, Mikel Úriz, Reed Timmer, Julen Olaizola, Davis Rozitis, Biram Faye y Adam Sollazzo. 
El equipo pronto comenzó a demostrar su potencial, especialmente defensivo, y se mantuvo en lo alto junto al Carramimbre CBC Valladolid, equipo al que le ganaría por 55-62 la Copa Princesa el 4 de febrero de 2020, convirtiéndose así en el primer equipo que ganaría este título jugando como visitante. La temporada no tuvo altibajos hasta que la pandemia de la COVID-19 provocó su suspensión en marzo de 2020. Se dio por finalizada la temporada, sin descensos y con los ascensos de los dos primeros, entre ellos el GBC. No obstante, la ACB no aceptó esos dos ascensos, por lo que el club donostiarra tuvo que recurrir a la justicia para que esta, el 31 de julio de 2020, le diera la razón. De este modo, el Gipuzkoa Basket jugaría la temporada siguiente en la máxima competición estatal.
El hecho de conseguir el ascenso prácticamente en agosto perjudicó gravemente los intereses del Gipuzkoa Basket, que tuvo que hacer una plantilla a contrarreloj y con los recursos que tenía por las pérdidas causadas por la pandemia. Se mantuvo al entrenador, al bloque guipuzcoano del equipo y a Johnny Dee, y se hicieron hasta 8 fichajes.
Pese a la calidad baja de la plantilla, el equipo comenzó la temporada realizando buenos partidos, aunque esta ilusión duraría poco ya que el equipo comenzó a bajar los brazos, consiguiendo solamente 3 victorias en la primera vuelta. Una mejora al inicio de la segunda vuelta no fue suficiente para que el equipo evitara la permanencia. El 13 de mayo de 2021, se certificó el descenso de categoría en el derbi frente al TD Systems Baskonia, a falta de dos partidos para la conclusión de la temporada.

## Trayectoria
| Temporada | Categoría   | Nivel       | Puesto      | Balance     | Playoff/Postemporada     | Copa             |
| --------- | ----------- | ----------- | ----------- | ----------- | ------------------------ | ---------------- |
| 2001–02   | LEB II      | 3           | 11.º        | 13–17       |                          |                  |
| 2002–03   | No compitió | No compitió | No compitió | No compitió | No compitió              | No compitió      |
| 2003–04   | No compitió | No compitió | No compitió | No compitió | No compitió              | No compitió      |
| 2004–05   | LEB II      | 3           | 2.º         | 21–9        | Cuartos de final Ascenso | Semifinalista    |
| 2005–06   | LEB         | 2           | 5.º         | 19–15       | Campeón Ascenso          |                  |
| 2006–07   | ACB         | 1           | 18.º        | 8–26        | Descenso                 |                  |
| 2007–08   | LEB Oro     | 2           | 3.º         | 24–10       | Campeón Ascenso          | Subcampeón       |
| 2008–09   | ACB         | 1           | 12.º        | 11–21       |                          |                  |
| 2009–10   | ACB         | 1           | 14.º        | 13–21       |                          |                  |
| 2010–11   | ACB         | 1           | 14.º        | 12–22       |                          |                  |
| 2011–12   | ACB         | 1           | 5.º         | 19–15       | Cuartos de final         | Cuartos de final |
| 2012–13   | ACB         | 1           | 17.º        | 8–26        |                          |                  |
| 2013–14   | ACB         | 1           | 10.º        | 16–18       |                          |                  |
| 2014–15   | ACB         | 1           | 17.º        | 10–24       |                          |                  |
| 2015–16   | ACB         | 1           | 18.º        | 7–27        | Descenso                 |                  |
| 2016–17   | LEB Oro     | 2           | 1.º         | 25–9        | Ascenso                  |                  |
| 2017–18   | ACB         | 1           | 13.º        | 13–21       |                          |                  |
| 2018–19   | ACB         | 1           | 17.º        | 10–24       | Descenso                 |                  |
| 2019–20   | LEB Oro     | 2           | 2.º         | 18–6        |                          | Campeón          |
| 2020–21   | ACB         | 1           | 19.º        | 7–29        | Descenso                 |                  |
| 2021–22   | LEB Oro     | 2           | 11.º        | 17–17       |                          |                  |
| 2022–23   | LEB Oro     | 2           | 8.º         | 19–15       | Semifinales              |                  |
| 2023–24   | LEB Oro     | 2           | 6.º         | 23–11       | Cuartos de final         |                  |
| 2024–25   | Primera FEB | 2           | 8.º         | 16–18       | Cuartos de final         |                  |

## Entrenadores
- Aitor Uriondo (2001/2002)
- Porfirio Fisac (2004/2007)
- Pablo Laso (2007/2011)
- Sito Alonso (2011/2014)
- Jaume Ponsarnau (2014/2015)
- Porfirio Fisac (2016/2018)
- Sergio Valdeolmillos (2018/2019)
- Marcelo Nicola (2019/2021)
- Lolo Encinas (2021/2023)
- Mikel Odriozola (2023/2025)
- Sergio García (2025/Actualidad)